# Diagramme de van Krevelen
 (juillet 2020).

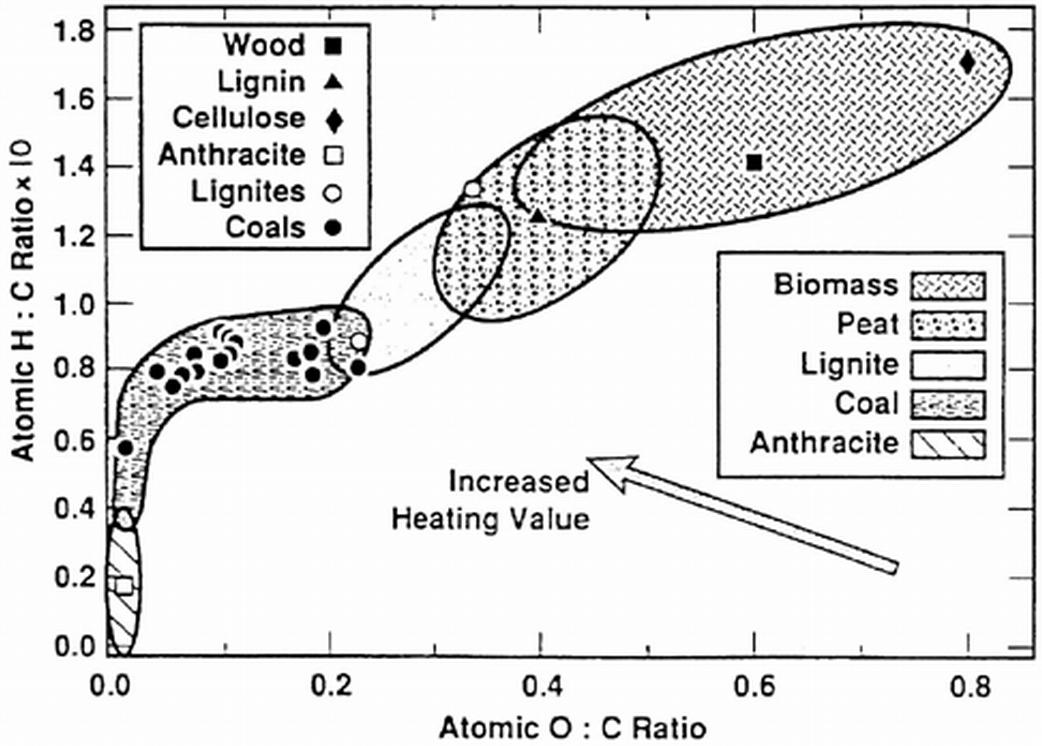
Place sur un diagramme de Van Krevelen de différents combustibles fossiles : biomasse, Tourbe (Peat), Lignite, Houille (Coal), Anthracite.

Le diagramme de Van Krevelen est une forme de représentation graphique développée par Dirk Willem van Krevelen, utilisée initialement pour évaluer l'origine et le degré de maturité du kérogène et du pétrole. Le diagramme représente le rapport atomique H/C  d'un composé (ou d'un ensemble de composés) en fonction de son rapport O/C.
Différentes matières organiques sont plus susceptibles que d'autres de donner du pétrole lors de la maturation géologique : les algues, riches en hydrogène, pauvres en oxygène, ont tendance à produire du bon pétrole. Les arbres et autres matériaux de type bois sont faits d'une matière plus riche en oxygène et moins en hydrogène, et donnent plutôt du charbon ou du gaz naturel. Le diagramme de Van Krevelen peut être utilisé pour différencier les différents types de kérogènes.